# 新波魚
新波魚（学名：Neobola bottegoi）为輻鰭魚綱鯉形目鲤科新波魚属的其中一種，分布於非洲索馬利亞特坎那湖及奧莫河流域，體長可達7.3公分，棲息在中底層水域。